# Grace Onyango
Grace Onyango (Nyanza, 26 de junio de 1924 - Kisumu, 8 de marzo de 2023), fue una maestra, política y funcionaria keniata.

## Biografía
Fue la primera concejala, alcaldesa, parlamentaria y presidenta interina del parlamento en Kenia.
Onyango se casó con un maestro y periodista Onyango Baridi, quien falleció en 1969, fue madre de seis hijos: Paul Ramogi, Lynn Akwacha, Jean, Josephine Migadde, Mary y Xandae.
Tuvo 17 nietos y 11 bisnietos.
Onyango falleció el 8 de marzo de 2023 a los 98 años, en Kisumu, Kenia.